# Юніон (округ Рок, Вісконсин)
Юніон (англ. Union) — місто (англ. town) в США, в окрузі Рок штату Вісконсин. Населення — 2104 особи (2020).

## Демографія
Згідно з переписом 2010 року, у місті мешкало 2099 осіб у 782 домогосподарствах у складі 605 родин. Було 822 помешкання
Расовий склад населення:
| - 98,0 % — білих - 0,4 % — корінних американців - 0,3 % — чорних або афроамериканців - 0,2 % — азіатів |

До двох чи більше рас належало 0,6 %. Частка іспаномовних становила 3,0 % від усіх жителів.
За віковим діапазоном населення розподілялося таким чином: 26,5 % — особи молодші 18 років, 63,7 % — особи у віці 18—64 років, 9,8 % — особи у віці 65 років та старші. Медіана віку мешканця становила 40,6 року. На 100 осіб жіночої статі у місті припадало 105,2 чоловіків;  на 100 жінок у віці від 18 років та старших — 107,4 чоловіків також старших 18 років.
Середній дохід на одне домашнє господарство  становив 92 028 доларів США (медіана — 78 710), а середній дохід на одну сім'ю — 99 540 доларів (медіана — 84 615). Медіана доходів становила 53 906 доларів для чоловіків та 44 545 доларів для жінок. За межею бідності перебувало 8,4 % осіб, у тому числі 14,0 % дітей у віці до 18 років та 0,5 % осіб у віці 65 років та старших.
Цивільне працевлаштоване населення становило 1224 особи. Основні галузі зайнятості: освіта, охорона здоров'я та соціальна допомога — 24,3 %, виробництво — 16,1 %, роздрібна торгівля — 10,2 %, будівництво — 10,1 %.